# Ivar Waller

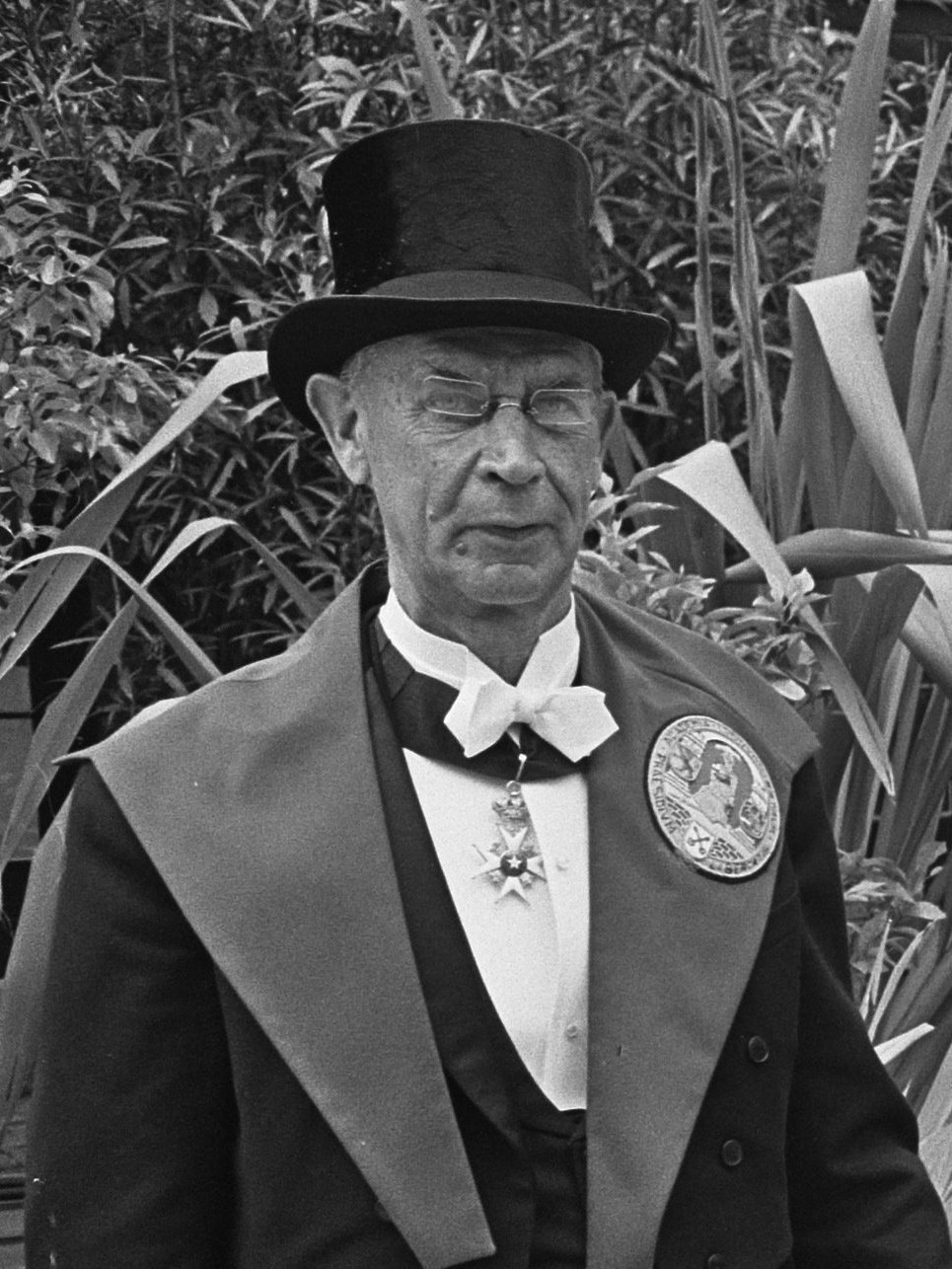
Ivar Waller (Leiden, 1965)

Ivar Waller, född 11 juni 1898 i Flen, död 12 april 1991 i Uppsala, var en svensk fysiker. 

## Biografi
Waller blev filosofie licentiat vid Uppsala universitet 1922, disputerade för filosofie doktorsgraden där 1925 på avhandlingen Theoretische Studien zur Interferenz- und Dispersionstheorie der Röntgenstrahlen, där han introducerade Debye–Waller faktorn, och blev docent samma år. Han var professor i mekanik och matematisk fysik vid nämnda universitet 1934-1964. 
Waller blev ledamot av Vetenskapssocieteten i Uppsala 1938, ledamot av Vetenskapsakademien 1945 och var ledamot av Nobelkommittén för fysik 1945-1971. Han invaldes 1950 som ledamot av Fysiografiska sällskapet i Lund och blev 1963 utländsk ledamot av Det Norske Videnskaps-Akademi i Oslo. Waller blev hedersdoktor vid Leidens universitet 1965. Han var ledamot av Statens råd för atomforskning 1947-1965 samt styrelseledamot i AB Atomenergi 1968-1969.
Han var son till direktör Erik Waller och Signe, född Frigell. Han gifte sig 1932 med diplomingenjören Irène Glucksmann. Ivar Waller är begravd på Uppsala gamla kyrkogård.